# Synaphea damopsis
Synaphea damopsis är en tvåhjärtbladig växtart som beskrevs av Alexander Segger George. Synaphea damopsis ingår i släktet Synaphea och familjen Proteaceae. Inga underarter finns listade i Catalogue of Life.